# Músculo cricotiroideo
El músculo cricotiroideo (Cricothyroideus) es un músculo de la laringe; par, triangular, de vértice superior.
Se inserta, por abajo, en la cara anterior del cartílago cricoides; por arriba, en el borde inferior y caras anterior y posterior del cartílago tiroides.
Lo inerva el ramo externo nervio laríngeo superior rama del par craneal X o nervio vago es el único músculo laríngeo inervado por este filete del nervio vago. Lo irriga la arteria laríngea externa (o rama cricotiroidea), rama de la tiroidea superior.

## Función
Este músculo rota hacia adelante el cartílago tiroides hacia delante y abajo sobre la articulación cricotiroidea. Es el tensor de las cuerdas vocales.
- Datos: Q261411